# De Piraat
De Piraat is een schommelschip in het Nederlandse attractiepark Familiepark Drievliet van de fabrikant HUSS Park Attractions
Het schommelschip kent aan beide zijden van de boot vijf rijen waar bezoekers plaats kunnen nemen. Per rij is er maximaal plaats voor 6 personen, dus per rit is er plaats voor hooguit 54 personen. Tijdens de rit kan De Piraat een hoogte van 16 meter bereiken.
Afbeeldingen · Lijst van attracties